# Liste der Naturdenkmale im Altmarkkreis Salzwedel
Die Liste der Naturdenkmale im Altmarkkreis Salzwedel enthält alle Naturdenkmale des Altmarkkreises Salzwedel, welche durch Rechtsverordnung geschützt sind. Naturdenkmäler sind Einzelschöpfungen der Natur, deren Erhaltung wegen ihrer hervorragenden Schönheit, Seltenheit oder Eigenart oder ihrer ökologischen, wissenschaftlichen, geschichtlichen, volks- oder heimatkundlichen Bedeutung im öffentlichen Interesse liegt.
Es wird zwischen Naturdenkmalen, flächenhaften Naturdenkmalen und Flächennaturdenkmalen unterschieden.

## Erklärung
- Reg.Nr.: Registriernummer nach veröffentlichter Liste
- Benennung: Name des Naturdenkmals
- Standort: nennt die Lage des Naturdenkmals im jeweiligen Ort und gegebenenfalls die Koordinaten des Naturdenkmals
- Jahr: gibt das Jahr der Unterschutzstellung an
- Bild: Abbildung des Naturdenkmals

## Naturdenkmale
| Reg.Nr.    | Benennung                                                    | Standort                   | Jahr | Bild                  |
| ---------- | ------------------------------------------------------------ | -------------------------- | ---- | --------------------- |
| ND0001SAW  | Ginkgo (Gardelegen)                                          | Gardelegen, Stadt          | 1961 |                       |
| ND0003SAW  | Eiche in Zienau                                              | Gardelegen, Stadt          | 1961 |                       |
| ND0004SAW  | Findling am Himmel (Thingstätte auf der Höhe)                | Zichtau                    | 1961 |                       |
| ND0005SAW  | Tausendjährige Eiche in Zichtau                              | Zichtau                    | 1961 | Zichtauer Eiche, 2007 |
| ND0006SAW  | Linde in Berge                                               | Berge                      | 1961 |                       |
| ND0007SAW  | Sumpfzypresse                                                | Gardelegen, Stadt          | 1973 |                       |
| ND0008SAW  | Kaukasische Flügelnuß (Gardelegen)                           | Gardelegen, Stadt          | 1973 |                       |
| ND0009SAW  | Essbare Kastanie (Gardelegen)                                | Gardelegen, Stadt          | 1973 |                       |
| ND0010SAW  | Korkbaum (Kloster Neuendorf)                                 | Kloster Neuendorf          | 1973 |                       |
| ND0012SAW  | Eichenalleen Gardelegen-Lindenthal                           | Gardelegen, Stadt          | 1992 |                       |
| ND0013SAW  | Lindenallee Wernstedt-Faulenhorst                            | Gardelegen, Stadt          | 1992 |                       |
| ND0014SAW  | Lindenallee im Heidwinkel bei Gardelegen                     | Gardelegen, Stadt          | 1992 |                       |
| ND0015SAW  | Linde in Gardelegen, Lindenthal (Gaststätte)                 | Gardelegen, Stadt          | 1992 |                       |
| ND0016SAW  | Esskastanie in Gardelegen, Lindenthal (Gaststätte)           | Gardelegen, Stadt          | 1992 |                       |
| ND0017SAW  | Douglasien-Gruppe in Gardelegen, Lindenthal                  | Gardelegen, Stadt          | 1992 |                       |
| ND0018SAW  | Schwarzerle in Gardelegen, Rottweg                           | Gardelegen, Stadt          | 1992 |                       |
| ND0019SAW  | Platane in Gardelegen, Gutspark Isenschnibbe                 | Gardelegen, Stadt          | 1992 |                       |
| ND0020SAW  | Weymouthkiefer nahe Forsthaus Kenzendorf bei Gardelegen      | Wannefeld                  | 1992 |                       |
| ND0021SAW  | Gemeine Kiefer am Feuerwachturm Schwarzer Berg               | Gardelegen, Stadt          | 1992 |                       |
| ND0022SAW  | Linde bei Zichtau (am Kindergarten)                          | Zichtau                    | 1992 |                       |
| ND0023SAW  | Eiche zwischen Zichtau und Wiepke                            | Zichtau, (Wüstung Ferchel) | 1992 | Ferchel-Eiche, 2006   |
| ND0024SAW  | Eiche in Lindstedt, ehem. Gutspark                           | Lindstedt                  | 1992 |                       |
| ND0025SAW  | Rotbuche in Lüffingen, Weg zur Mildebrücke                   | Hemstedt                   | 1992 |                       |
| ND0026SAW  | Rotbuche (Blutbuche) in Kloster Neuendorf                    | Kloster Neuendorf          | 1992 |                       |
| ND0027SAW  | 2 Ahorn in Kalbe, ehemaliger Brauereipark                    | Kalbe (Milde), Stadt       | 1992 |                       |
| ND0028SAW  | Ulme in Kalbe, ehemaliger Brauereipark                       | Kalbe (Milde), Stadt       | 1992 |                       |
| ND0029SAW  | Buchsbaum in Wustrewe, Vorgarten Haus Nr. 12                 | Winkelstedt                | 1992 |                       |
| ND0031SAW  | Walnussbaum in Wernstedt (Kindergarten)                      | Wernstedt                  | 1992 |                       |
| ND0032SAW  | Stieleiche (Kakerbeck OT Alt-Jemmeritz)                      | Kakerbeck                  | 1966 |                       |
| ND0033SAW  | Stieleiche (Kalbe/Milde)                                     | Kalbe (Milde), Stadt       | 1966 |                       |
| ND0034SAW  | Findling aus weißgrauem Granit (Jemmeritz)                   | Kakerbeck                  | 1969 |                       |
| ND0035SAW  | Eiche                                                        | Apenburg                   | 1989 |                       |
| ND0036SAW  | Eiche                                                        | Apenburg                   | 1989 |                       |
| ND0036SAW  | Friedenseiche                                                | Apenburg                   | 1989 |                       |
| ND0039SAW  | Eiche, Kastanie                                              | Altmärkische               | 1967 |                       |
| ND0041SAW  | 3 Stieleichen                                                | Beetzendorf                | 1989 |                       |
| ND0043SAW  | Eichenallee                                                  | Beetzendorf                | 1989 |                       |
| ND0047SAW  | 3 Eichen                                                     | Dönitz                     | 1989 |                       |
| ND0050SAW  | Eiche                                                        | Hanum                      | 1989 |                       |
| ND0053SAW  | Eiche                                                        | Hohenhenningen             | 1989 |                       |
| ND0054SAW  | 2 Eichen                                                     | Hohenhenningen             | 1989 |                       |
| ND0055SAW  | Eiche                                                        | Hohenhenningen             | 1989 |                       |
| ND0056SAW  | Eiche                                                        | Hohenhenningen             | 1989 |                       |
| ND0057SAW  | Eiche                                                        | Hohentramm                 | 1989 |                       |
| ND0060SAW  | Eiche                                                        | Immekath                   | 1989 |                       |
| ND0064SAW  | Eiche                                                        | Jahrstedt                  | 1989 |                       |
| ND0067SAW  | Findling                                                     | Jahrstedt                  | 1989 |                       |
| ND0068SAW  | 3 Buchen                                                     | Jahrstedt                  | 1989 |                       |
| ND0071SAW  | Eiche                                                        | Jeeben                     | 1989 |                       |
| ND0074SAW  | Stieleiche                                                   | Jeeben                     | 1989 |                       |
| ND0075SAW  | Schwarzdornhecke                                             | Jeeben                     | 1989 |                       |
| ND0079SAW  | 2 Eichen                                                     | Jeeben                     | 1989 |                       |
| ND0080SAW  | Eiche                                                        | Jübar                      | 1989 |                       |
| ND0081SAW  | 3 Eichen                                                     | Jübar                      | 1989 |                       |
| ND0086SAW  | Linde                                                        | Jübar                      | 1989 |                       |
| ND0087SAW  | Eiche                                                        | Jübar                      | 1989 |                       |
| ND0087SAW  | 2 Linden, 1 Kastanie                                         | Jübar                      | 1989 |                       |
| ND0090SAW  | Rotbuche                                                     | Jübar                      | 1989 |                       |
| ND0091SAW  | 1 Rotbuche, 1 Ulme                                           | Jübar                      | 1989 |                       |
| ND0094SAW  | Magnolie                                                     | Jübar                      | 1989 |                       |
| ND0095SAW  | Bergahorn                                                    | Klötze, Stadt              | 1989 |                       |
| ND0096SAW  | Fliederallee                                                 | Klötze, Stadt              | 1989 |                       |
| ND0097SAW  | Lindenallee                                                  | Klötze, Stadt              | 1989 |                       |
| ND0098SAW  | Eiche                                                        | Köckte                     | 1989 |                       |
| ND00103SAW | Linde                                                        | Kunrau                     | 1989 |                       |
| ND00104SAW | Linde                                                        | Kunrau                     | 1989 |                       |
| ND00106SAW | Eiche                                                        | Kunrau                     | 1989 |                       |
| ND00111SAW | Eiche                                                        | Kusey                      | 1989 |                       |
| ND00113SAW | Kiefer                                                       | Kusey                      | 1989 |                       |
| ND00116SAW | Linde                                                        | Lüdelsen                   | 1989 |                       |
| ND00117SAW | Kastanie                                                     | Lüdelsen                   | 1989 |                       |
| ND00118SAW | Douglasie                                                    | Ahlum                      | 1989 |                       |
| ND00119SAW | Linde                                                        | Mellin                     | 1989 |                       |
| ND00121SAW | Eichengruppe                                                 | Mellin                     | 1989 |                       |
| ND00122SAW | Baumbewachsung                                               | Mellin                     | 1989 |                       |
| ND00136SAW | Kastanie                                                     | Röwitz                     | 1989 |                       |
| ND00138SAW | Eiche                                                        | Röwitz                     | 1989 |                       |
| ND00139SAW | Linde (Lutherlinde)                                          | Röwitz                     | 1989 |                       |
| ND00143SAW | Blutbuche                                                    | Tangeln                    | 1989 |                       |
| ND00144SAW | Eiche                                                        | Tangeln                    | 1989 |                       |
| ND00148SAW | 4 Kastanien                                                  | Jeeben                     | 1989 |                       |
| ND00152SAW | Eiche                                                        | Ahlum                      | 1990 |                       |
| ND00153SAW | Eiche                                                        | Ahlum                      | 1990 |                       |
| ND00155SAW | Linde                                                        | Ahlum                      | 1990 |                       |
| ND00157SAW | Wenzer Ulmen                                                 | Wenze                      | 1991 |                       |
| ND00158SAW | Ulme in Stapen                                               | Hohentramm                 | 1991 |                       |
| ND00159SAW | 2 Findlinge/Gutsteine                                        | Tangeln                    | 1936 |                       |
| ND00160SAW | Findlinge (Granit), Breitenstein                             | Lüdelsen                   | 1954 |                       |
| ND00161SAW | 2 Stieleichen                                                | Kläden                     | 1934 |                       |
| ND00162SAW | Sommerlinde                                                  | Kleinau                    | 1934 |                       |
| ND00163SAW | Schwarzkiefer im Park des Friedens                           | Salzwedel, Stadt           | 1938 |                       |
| ND00164SAW | 3 Eichen im Park des Friedens                                | Salzwedel, Stadt           | 1938 |                       |
| ND00165SAW | 2Eichen(l.Roteiche,r.Stieleiche)i.Park d. Friedens           | Salzwedel, Stadt           | 1938 |                       |
| ND00166SAW | Sumpfzypresse im Park des Friedens                           | Salzwedel, Stadt           | 1938 |                       |
| ND00167SAW | Linde und 4 Eichen                                           | Salzwedel, Stadt           | 1938 |                       |
| ND00168SAW | 2 Linden                                                     | Salzwedel, Stadt           | 1938 |                       |
| ND00169SAW | Linde                                                        | Salzwedel, Stadt           | 1938 |                       |
| ND00170SAW | 3 Linden (1. 1995 gerodet, 2. 1998 gefällt)                  | Salzwedel, Stadt           | 1938 |                       |
| ND00171SAW | 36 Linden (nur 26)                                           | Salzwedel, Stadt           | 1938 |                       |
| ND00173SAW | Baumgruppe (1 Linde, 2 Eichen)                               | Salzwedel, Stadt           | 1938 |                       |
| ND00174SAW | Allee, bestehend aus 14 Eichen, 1 Kastanie                   | Diesdorf                   | 1934 |                       |
| ND00175SAW | 31 Eichen (Allee)                                            | Diesdorf                   | 1934 |                       |
| ND00176SAW | 4 Eichen                                                     | Diesdorf                   | 1934 |                       |
| ND00177SAW | Rosskastanie in Abbendorf                                    | Diesdorf                   | 1938 |                       |
| ND00178SAW | Linde in Abbendorf                                           | Diesdorf                   | 1936 |                       |
| ND00179SAW | Eiche (Ingrid-Eiche) bei Ferchau                             | Kuhfelde                   | 1958 |                       |
| ND00180SAW | 6 Eichen                                                     | Vissum                     | 1934 |                       |
| ND00181SAW | 3 Eichen, Gedenkstein                                        | Mechau                     | 1934 |                       |
| ND00182SAW | 2 Eichen                                                     | Binde                      | 1934 |                       |
| ND00183SAW | Linde an der Kapelle in Klein Grabenstedt                    | Henningen                  | 1938 |                       |
| ND00184SAW | Eichen-Allee                                                 | Dambeck                    | 1986 |                       |
| ND00185SAW | Trauerweidengruppe (5 Trauerweiden)                          | Zethlingen                 | 1966 |                       |
| ND00186SAW | Kiefer                                                       | Badel                      | 1966 |                       |
| ND00187SAW | Stieleichen (11 Stck.)                                       | Vienau                     | 1966 |                       |
| ND00188SAW | Stieleiche (2 Stck.)                                         | Vienau                     | 1966 |                       |
| ND00189SAW | Blutbuche                                                    | Vienau                     | 1966 |                       |
| ND00190SAW | Ilex aquifolium in der Gemarkung Jeggeleben                  | Jeggeleben                 | 1980 |                       |
| ND00191SAW | Stieleiche                                                   | Jeetze                     | 1980 |                       |
| ND00192SAW | Stieleiche                                                   | Jeetze                     | 1980 |                       |
| ND00193SAW | Findling, Schwedischer Granit                                | Vienau                     | 1969 |                       |
| ND00194SAW | Findling, Schwedischer Granit                                | Vienau                     | 1969 |                       |
| ND00196SAW | Roteiche, Gardelegen-Lindenthal (Rondell)                    | Gardelegen, Stadt          | 1994 |                       |
| ND00198SAW | Platane in Kalbe, Hof am Altenheim                           | Kalbe (Milde), Stadt       | 1994 |                       |
| ND00199SAW | Ginkgo in Kalbe, Thälmannstraße 2                            | Kalbe (Milde), Stadt       | 1994 |                       |
| ND00200SAW | Schwedische Weißbirke in Kalbe, Thälmannstraße 2             | Kalbe (Milde), Stadt       | 1994 |                       |
| ND00201SAW | Sommerlinde in Altmersleben, an der Kirche                   | Altmersleben               | 1994 |                       |
| ND00202SAW | Rotbuche in Güssefeld, Pfarrgarten (Comeniuspark)            | Güssefeld                  | 1994 |                       |
| ND00203SAW | Silberahorn am Sachauer Damm (Ohrebrücke)                    | Sachau                     | 1994 |                       |
| ND00204SAW | Kiefern bei Potzehne, Weg nach Kenzendorf                    | Potzehne                   | 1994 |                       |
| ND00205SAW | Rotbuche in Letzlingen, vor der Schloßkirche                 | Letzlingen                 | 1994 |                       |
| ND00206SAW | Wildbirne bei Ackendorf, alte Dorfstelle sw Ort              | Ackendorf                  | 1994 |                       |
| ND00207SAW | Sommerlinde (Baumstumpf) in Berge am Feuerwehrhaus           | Berge                      | 1994 |                       |
| ND00208SAW | Blutbuche in Estedt, Pfarrgarten                             | Estedt                     | 1994 |                       |
| ND00209SAW | Goldkiefer in Estedt, Pfarrgarten                            | Estedt                     | 1994 |                       |
| ND00210SAW | Eibe in Kalbe, Parkplatz gegenüber dem Altersheim            | Kalbe (Milde), Stadt       | 1994 |                       |
| ND00211SAW | Eibe in Zichtau, ehemaliger Gutspark                         | Zichtau                    | 1994 |                       |
| ND00212SAW | 4 Sommerlinden (Lindendom) in Zichtau, ehemaliger Gutspark   | Zichtau                    | 1994 |                       |
| ND00213SAW | Platane in Zichtau, ehemaliger Gutspark                      | Zichtau                    | 1994 |                       |
| ND00214SAW | Blutbuche in Zichtau, ehem. Gutspark                         | Zichtau                    | 1994 |                       |
| ND00215SAW | Rotbuche bei Zichtau, westlich des ehem. Gutsparkes          | Zichtau                    | 1994 |                       |
| ND00216SAW | Rotbuche bei Zichtau, Weg nach Jemmeritz                     | Zichtau                    | 1994 |                       |
| ND00217SAW | Rotbuche bei Zichtau am Schwiesauer Stadtweg                 | Zichtau                    | 1994 |                       |
| ND00218SAW | 2 Sommerlinden bei Zichtau, ca. 2 km nordwestlich Ort        | Zichtau                    | 1994 |                       |
| ND00219SAW | Eibe in Gardelegen, Hof Salzwedeler-Tor-Str. 1–9             | Gardelegen, Stadt          | 1994 |                       |
| ND00220SAW | Stieleiche bei Weteritz im alten Park, w LIO 25              | Gardelegen, Stadt          | 1994 |                       |
| ND00221SAW | Eibe in Estedt, Ortslage Flurstück 109/9                     | Estedt                     | 1994 |                       |
| ND00222SAW | Kenzendorfer Stein, nordwestlich Polvitz                     | Wannefeld                  | 1994 |                       |
| ND00223SAW | Großer Stein am Blauen Berg                                  | Letzlingen                 | 1994 |                       |
| ND00224SAW | Dreigrenzenstein                                             | Gardelegen, Stadt          | 1994 |                       |
| ND00225SAW | Großer Stein in Zichtau, im Wald an der Bungalowsiedlung     | Zichtau                    | 1994 |                       |
| ND00226SAW | Findling bei Zichtau, ca. 2 km nördlich vom Ort in der Heide | Zichtau                    | 1994 |                       |
| ND00227SAW | Eiben, mehrere verwachsene Bäume                             | Salzwedel, Stadt           | 1958 |                       |
| ND00229SAW | Eiche                                                        | Kuhfelde                   | 1958 |                       |
| ND00230SAW | Schlagether-Eiche                                            | Kuhfelde                   | 1958 |                       |
| ND00231SAW | 3-stämmige Linde im Park des Friedens                        | Salzwedel, Stadt           | 1938 |                       |
| ND00232SAW | Eibe im Park des Friedens                                    | Salzwedel, Stadt           | 1938 |                       |
| ND00233SAW | Linde an der Stadtmauer                                      | Salzwedel, Stadt           | 1938 |                       |
| ND00234SAW | Sumpfzypresse Birkenwäldchen                                 | Salzwedel, Stadt           | 1938 |                       |
| ND00235SAW | Muschelkalkaufschluß mit Absenkungswanne                     | Altmersleben               | 1980 |                       |
| ND00236SAW | Erosionsrinne Dolchau                                        | Vienau                     | 1969 |                       |
| ND00237SAW | Toteisstelle bei Neulingen                                   | Neulingen                  | 1978 |                       |
| ND00238SAW | Zwei Kuppendünen                                             | Packebusch                 | 1969 |                       |
| ND00239SAW | Fledermausquartier Burgkeller in Kalbe/Milde                 | Kalbe (Milde), Stadt       | 1980 |                       |
| ND00240SAW | 2 Weiße Maulbeerbäume                                        | Neuferchau                 | 1998 |                       |
| ND00241SAW | Stieleiche                                                   | Steimke                    | 1998 |                       |
| ND00242SAW | 3 Pyramidenpappeln Barnebeck (nur noch 1 vorhanden)          | Henningen                  | 1938 |                       |
| ND00243SAW | 3 Hünengräber Diesdorf                                       | Diesdorf                   | 1934 |                       |
| ND00244SAW | Findling "Lenekenstein" Bonese                               | Bonese                     | 1936 |                       |
| ND00245SAW | Findling "Küsterstein" Hilmsen                               | Ellenberg                  | 1936 |                       |

## Flächenhafte Naturdenkmale
| Reg.Nr.    | Benennung                   | Standort                                        | Jahr | Bild |
| ---------- | --------------------------- | ----------------------------------------------- | ---- | ---- |
| NDF0001SAW | Trockenrasen Zienauer Heide | Gardelegen 52° 30′ 30,4″ N, 11° 25′ 0″ O        | 1993 |      |
| NDF0002SAW | Breiter Pool                | Mieste 52° 28′ 33,9″ N, 11° 11′ 26,7″ O         | 1993 |      |
| NDF0004SAW | Vogelsangwiese              | Gardelegen 52° 31′ 7″ N, 11° 23′ 15,6″ O        | 1993 |      |
| NDF0005SAW | Wiepker Mergelgrube         | Wiepke 52° 35′ 34,5″ N, 11° 19′ 40,7″ O         | 1993 |      |
| NDF0006SAW | Moor bei Dönitz             | Dönitz, Immekath 52° 36′ 34,9″ N, 11° 3′ 2,4″ O | 1990 |      |
| NDF0013SAW | Kampbusch                   | Klötze 52° 38′ 55,2″ N, 11° 7′ 37,6″ O          | 1992 |      |
| NDF0014SAW | Ellern bei Lockstedt        | Neuendorf 52° 39′ 58″ N, 11° 11′ 43″ O          | 1992 |      |
| NDF0017SAW | Tripplers Soll              | Jeseritz 52° 27′ 37,4″ N, 11° 17′ 43,7″ O       | 1994 |      |

## Flächennaturdenkmale
| Reg.Nr.    | Benennung                               | Standort                                                 | Jahr | Bild |
| ---------- | --------------------------------------- | -------------------------------------------------------- | ---- | ---- |
| FND0001SAW | Orchideenwiese                          | Wannefeld 52° 27′ 59″ N, 11° 26′ 38″ O                   | 1979 |      |
| FND0002SAW | Rottwiesen                              | Gardelegen 52° 30′ 47,6″ N, 11° 22′ 43,8″ O              | 1988 |      |
| FND0003SAW | Graureiherkolonie Winkelstedt           | Winkelstedt 52° 40′ 15,4″ N, 11° 19′ 21,9″ O             | 1972 |      |
| FND0004SAW | Bormholt-Teich                          | Altmersleben 52° 41′ 32,6″ N, 11° 24′ 27,2″ O            | 1972 |      |
| FND0005SAW | Tonstich Güssefeld                      | Güssefeld 52° 43′ 47,1″ N, 11° 21′ 58,9″ O               | 1972 |      |
| FND0009SAW | Teich am Moorberg südöstl. v. Wernstedt | Wernstedt 52° 38′ 8,1″ N, 11° 21′ 24,5″ O                | 1980 |      |
| FND0012SAW | Torfstich Stapen                        | Hohentramm 52° 44′ 24″ N, 11° 10′ 1″ O                   | 1990 |      |
| FND0013SAW | Wacholdervorkommen bei Mellin           | Lüdelsen 52° 39′ 19,5″ N, 10° 57′ 45,6″ O                | 1975 |      |
| FND0014SAW | Flachmoor bei Ahlum                     | Ahlum 52° 41′ 38,3″ N, 10° 59′ 33,7″ O                   | 1976 |      |
| FND0015SAW | Quelliges Wiesenstück bei Hohentramm    | Hohentramm 52° 44′ 12,8″ N, 11° 8′ 14,2″ O               | 1976 |      |
| FND0018SAW | Bruchwald bei Kleinau                   | Kleinau 52° 47′ 36,3″ N, 11° 31′ 32,2″ O                 | 1985 |      |
| FND0020SAW | Glockenheidebestand im Capermoorgebiet  | Leppin 52° 55′ 27″ N, 11° 31′ 26,3″ O                    | 1985 |      |
| FND0021SAW | Feldgehölz Upstall                      | Sanne-Kerkuhn 52° 49′ 50,6″ N, 11° 26′ 4,6″ O            | 1985 |      |
| FND0023SAW | Kuhschellenbestand                      | Vienau 52° 42′ 51,3″ N, 11° 30′ 18″ O                    | 1969 |      |
| FND0027SAW | Schafwäsche                             | Vienau 52° 42′ 11,8″ N, 11° 27′ 30,7″ O                  | 1980 |      |
| FND0028SAW | Weiher am Plather Busch                 | Brunau 52° 45′ 29″ N, 11° 27′ 47″ O                      | 1980 |      |
| FND0030SAW | Waldbestocktes Quellmoor am Röthenberg  | Vienau 52° 43′ 0,2″ N, 11° 28′ 7,4″ O                    | 1980 |      |
| FND0032SAW | Edellaubholzwald Beerenhorst            | Packebusch 52° 45′ 35,9″ N, 11° 29′ 19,6″ O              | 1986 |      |
| FND0034SAW | Acker für Ackerwildpflanzen             | Vienau 52° 42′ 32,9″ N, 11° 27′ 30,3″ O                  | 1986 |      |
| FND0035SAW | Feuchtwiese Wolfsberg-Märsche           | Salzwedel 52° 52′ 13″ N, 11° 8′ 13,7″ O                  | 1985 |      |
| FND0036SAW | Feuchtgebiet im Hasenwinkel             | Salzwedel 52° 50′ 32,7″ N, 11° 7′ 59,5″ O                | 1985 |      |
| FND0037SAW | Feuchtwiese Ruine Schulenburg           | Salzwedel, OT Stappenbeck 52° 48′ 41″ N, 11° 11′ 48,6″ O | 1985 |      |
| FND0038SAW | Osterglockenvorkommen Wöpel             | Siedenlangenbeck 52° 46′ 3,5″ N, 11° 6′ 12,8″ O          | 1985 |      |
| FND0039SAW | Feuchtwiese Bahnhof Kuhfelde            | Kuhfelde 52° 46′ 55,8″ N, 11° 7′ 37,2″ O                 | 1985 |      |

## Einstige  Naturdenkmale
| Reg.Nr.    | Benennung                            | Standort                                    | Jahr | Anmerkung                                 | Bild |
| ---------- | ------------------------------------ | ------------------------------------------- | ---- | ----------------------------------------- | ---- |
| FND0019SAW | Sumpfporstbestand im Capermoorgebiet | Gollensdorf 52° 55′ 23,9″ N, 11° 32′ 46″ O  | 1985 | zuständiger Landkreis Stendal: FND0057SDL |      |
| FND0025SAW | Kuhschelle Recklingen                | Winterfeld 52° 44′ 21,8″ N, 11° 12′ 37,1″ O | 1969 | seit 2004 FFH-Gebiet: FFH0260LSA          |      |